# Prapawadee Jaroenrattanatarakoon

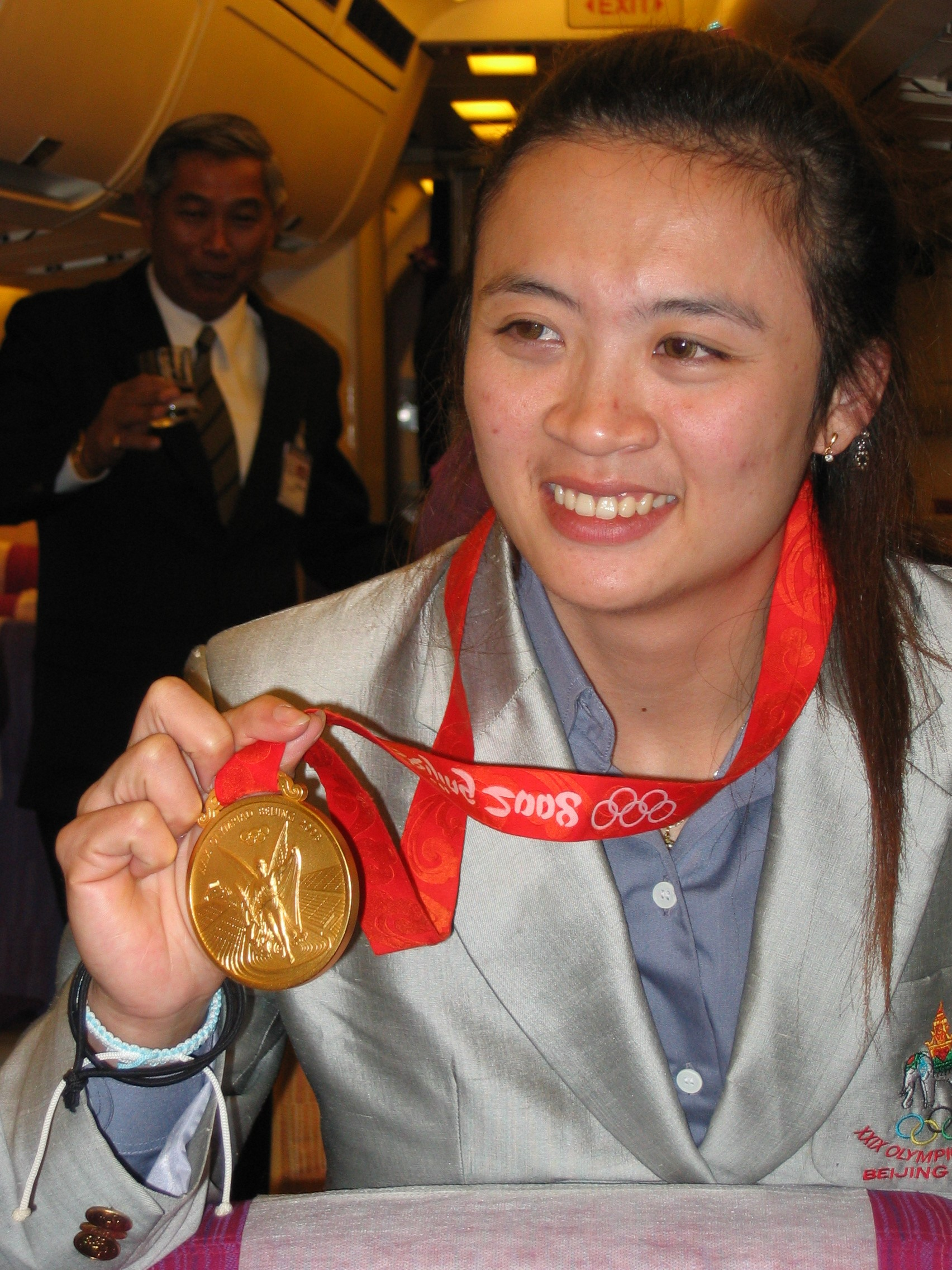
Prapawadee Jaroenrattanatarakoon präsentiert ihre im August 2008 in Peking gewonnene olympische Goldmedaille

Prapawadee Jaroenrattanatarakoon (Thai: ประภาวดี เจริญรัตนธารากูล, vorheriger Name Chanpim Kantatian – จันทร์พิมพ์ กันทะเตียน ; * 29. Mai 1984 in der Provinz Nakhon Sawan, Nordthailand) ist eine thailändische Gewichtheberin.

## Karriere
Prapawadee Jaroenrattanatarakoon tritt in der Klasse bis 53 kg an. Seit Anfang der 2000er Jahre gehört sie zur Weltspitze in ihrer Gewichtsklasse. 2003 gewann sie bei den Weltmeisterschaften in Vancouver mit 97,5 kg Silber im Reißen sowie im Stoßen mit 120,0 kg und in der Gesamtwertung mit 217,5 kg Bronze. 2005 kamen in Doha die Goldmedaille im Reißen (98 kg) sowie die Silbermedaillen im Stoßen (125 kg) und der Kombination (223 kg) hinzu. Nicht ganz so großen Erfolg hatte sie bei der WM 2007 im heimischen Chiang Mai, wo sie in allen drei Wettbewerben als Viertplatzierte knapp Medaillen verpasste. Bei den Asienmeisterschaften 2007 in Tai’an gewann Jaroenrattanatarakoon Gold im Reißen sowie Silber im Stoßen und der Kombination. Zwei Jahre zuvor gewann die Thailänderin in Dubai alle drei Titel.
Den größten Erfolg ihrer Karriere erreichte Prapawadee bei den Olympischen Sommerspielen 2008 in Peking. Dort gewann sie mit dem olympischen Rekord von 221 kg die Goldmedaille in ihrer Gewichtsklasse vor der Südkoreanerin Jinhee Joon. Im Stoßen stellte sie mit 126 kg einen weiteren olympischen Rekord auf, doch werden bei den Olympischen Spielen nur in der Kombination Medaillen vergeben.